# 帕维乌·斯克热奇
帕韦乌·斯克热奇（波蘭語：Paweł Skrzecz，1957年8月25日—），波兰男子拳击运动员。他曾代表波兰参加1980年夏季奥林匹克运动会拳击比赛，获得男子81公斤级银牌。